# Johann Berghammer
Johann Berghammer (* 22. Juli 1917 in Wien; † 1. Mai 1975 in Mattighofen) war ein oberösterreichischer Politiker (SPÖ) und Postbeamter. Er war von 1967 bis 1975 Abgeordneter zum Oberösterreichischen Landtag und Bürgermeister der Gemeinde Mattighofen.

## Ausbildung und Beruf
Berghammer besuchte die Volksschule und absolvierte danach eine Hauptschule. Er war beruflich als Landarbeiter tätig und arbeitete in der Folge als Lederfabriksarbeiter. Letztlich war er beruflich als Postbeamter aktiv. Zwischen 1940 und 1945 diente Berghammer in der deutschen Luftwaffe.

## Politik und Funktionen
Berghammer trat im Jahr 1945 der Sozialistischen Partei Österreichs bei und wirkte durch 18 Jahre als Parteiobmann der Sozialistischen Partei Mattighofen. Er war zudem Bezirksobmann-Stellvertreter der SPÖ Braunau am Inn und war zudem gewerkschaftlich als Bezirksobmann-Stellvertreter der Postgewerkschaft aktiv. Sein größtes Engagement galt der Kommunalpolitik, wobei er 1949 erstmals in den Gemeinderat von Mattighofen gewählt wurde. Er stieg 1961 zum Vizebürgermeister von Mattighofen auf und übernahm schließlich 1963 das Amt des Bürgermeisters von Mattighofen. In der Folge lenkte er die Geschicke der Gemeinde Mattighofen bis 1975 als Bürgermeister. Neben seiner Rolle als Bürgermeister kandidierte Berghammer auch bei der Landtagswahl 1967. Er wurde im Anschluss am 17. November 1967 als Abgeordneter zum Oberösterreichischen Landtag angelobt und verblieb eineinhalb Legislaturperioden im Landtag. Berghammer verstarb im Amt des Landtagsabgeordneten und Bürgermeisters. Während seiner Amtszeit als Bürgermeister erfolgte in Mattighofen der Neubau der Hauptschule, eines Jugendferienheimes, des Kindergartens, einer neuen Leichenhalle sowie von Wohnanlagen. Zudem wurde das Gemeindeamt modernisiert und Geld in den Ausbau der Ortskanalisation investiert. Neben seinen politischen Ämtern war Berghammer auch Vorstandsmitglied der Sparkasse Mattighofen sowie Obmann des Verwaltungsausschusses, Ortsstellenleiter des Roten Kreuzes und Obmann des ATSV.

## Privates
Berghammer wurde als ältestes von elf Kindern geboren. Er heiratete 1939 Elisabeth Langgartner, wobei die Ehe kinderlos blieb. Berghammer verstarb am 1. Mai am Rednerpult während der 1. Mai-Feier in Mattighofen. Sein Begräbnis wurde von 2.000 Menschen besucht.

## Auszeichnungen
- Ehrenring der Gemeinde Mattighofen (1971)
- Silbernes Verdienstzeichen der Republik Österreich (1972)